# 徐柳仙
徐柳仙（英語：Tsui Lau-sin，1917年—1985年8月2日），原名徐振坤（英語：Tsui Chun-kwan），廣東南海西樵鎮人，生於香港，香港粵曲女伶及電影女演員。歌藝自學成家，唱腔獨特，稱為「仙腔」或「柳仙腔」。1930年代前後，因擅唱粵曲平喉而與小明星、張月兒及張蕙芳合稱粵曲歌壇界「平喉四大天王」、「平喉四傑」。:4-5 在四人當中，徐柳仙以歌喉宏亮、板路嚴謹、歌腔規整、抑揚頓挫、意境深遠如行雲流水、腔純而無雜聲見稱。粵曲代表作包括《再折長亭柳》。

## 生平
自幼偷師而獲得樂師教授，5歲第一次表演已經技驚四座。12歲正式踏上戲臺。15歲因《夢覺紅樓》而走紅。
1938年與文榮林先生結婚，育有一子一女。
抗日戰爭結束後，上海新興廣播電台創辦點唱節目，徐柳仙的《再折長亭柳》成了最受歡迎的曲目。曾因播放太多，唱片被留聲機的鋼針劃穿，要立刻買回此唱片，才能繼續播放，成了一時佳話。
1952年曾經加入「大金聲粵劇團」和「大鑽石粵劇團」，與薛覺先、上海妹、石燕子、靚次伯等名伶合作，後跟小武顧天吾學功架。
1963年成立香港粵曲歌劇學院。著名學生包括唐健垣。
1970年代起，徐柳仙與家人同住於新界葵涌葵盛邨政府廉租屋。1970年代，徐柳仙曾於無綫電視翡翠台綜藝節目《歡樂今宵》現場演唱首本名曲《再折長亭柳》。1974年喪夫，1975年因車禍折斷了左手左腳。1984年開始遭病魔纏繞，曾先後因腦膜炎及相關之併發症胸膜炎而多次入住九龍京士柏伊利沙伯醫院。1985年8月2日，徐柳仙於伊利沙伯醫院病逝，終年68歲。

## 演出作品

### 電影
- 1936年：《可匊揪後扇》
- 1936年：《妻多夫賤》飾 六妾
- 1937年：《老婆皇帝》
- 1937年：《神秘之夜》
- 1937年：《春花秋月》
- 1937年：《七十二行》
- 1938年：《同胞兄弟》
- 1938年：《奇女子》
- 1939年：《香江花月夜》
- 1939年：《梅開二度》
- 1939年：《麻雀經》
- 1946年：《花開蝶滿枝》
- 1948年：《再折長亭柳》飾 劉玉梅
- 1953年：《光棍姻》飾 柳管家
- 1962年：《巧鳳試郎心》飾 趙德福